# Russell (Minnesota)
Russell es una ciudad ubicada en el condado de Lyon en el estado estadounidense de Minnesota. En el Censo de 2010 tenía una población de 338 habitantes y una densidad poblacional de 135,94 personas por km².

## Geografía
Russell se encuentra ubicada en las coordenadas 44°19′14″N 95°56′38″O / 44.32056, -95.94389. Según la Oficina del Censo de los Estados Unidos, Russell tiene una superficie total de 2.49 km², de la cual 2.34 km² corresponden a tierra firme y (5.73%) 0.14 km² es agua.

## Demografía
Según el censo de 2010, había 338 personas residiendo en Russell. La densidad de población era de 135,94 hab./km². De los 338 habitantes, Russell estaba compuesto por el 98.52% blancos, el 1.18% eran afroamericanos, el 0.3% eran amerindios, el 0% eran asiáticos, el 0% eran isleños del Pacífico, el 0% eran de otras razas y el 0% pertenecían a dos o más razas. Del total de la población el 0.59% eran hispanos o latinos de cualquier raza.